# خاندان مقدم

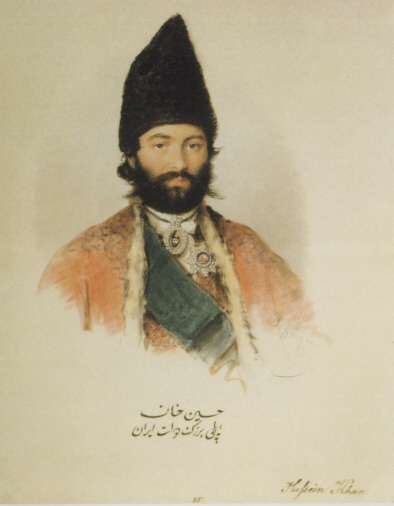
حسین‌خان مقدم مراغه‌ای (آجودان‌باشی) سفیر محمدشاه قاجار در فرانسه، انگلستان و اتریش

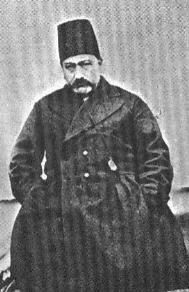
محمدحسن‌خان اعتمادالسلطنه، وزیر انطباعات

خاندان مقدم یکی از خاندان‌های معروف ایرانی در دورهٔ صفوی، افشار، زندیان و قاجار بود که از نسل رؤسای ایل مقدم بودند. شاخه‌های این خانواده در مراغه، خوشه مهر بناب، هشترود، تهران و منطقهٔ چرگر در نزدیکی زنجان زندگی می‌کردند. خان‌های مقدم در مراغه و هشترود و زنجان از نسل آقاخان مقدم جوانشیر از سرداران شاه عباس دوم بودند. هرچند نسبت مقدم‌های تهران با سه خانوادهٔ دیگر به درستی معلوم نیست. به گفته احمدخان ملک ساسانی مقدم‌های مشهد از عموزادگان احمدخان مقدم (از فرماندهان جنگ‌های  ایران و روسیه) بودند که در اوایل دورهٔ قاجار بودند.

## خاندان احمدخان مقدم مراغه
جد اعلای آنان، آقاخان مقدم جوانشیر، در زمان شاه عباس دوم مراغه را به اقطاع دریافت کرد. پس از او پسرش غازی سلطان (آقاخان دوم) جانشین وی شد. در زمان نادرشاه علی‌خان مقدم از این خانواده در فتح هندوستان شرکت داشت. به نوشتهٔ احمد ملک ساسانی پسر علی‌خان، احمدخان مقدم است که از سرداران فتحعلی‌شاه بود و از طرف شاه سمت بیگلربیگی و فرمانده افواج مراغه را دریافت کرد و در جنگهای ایران و روسیه شرکت داشت. او به دستور فتحعلی‌شاه دختر خود را به عقد محمدعلی میرزا دولتشاه درآورد. او در جنگ‌های ایران و روسیه رشادت‌های بسیار کرد و در نهایت هم در یکی از همین جنگ‌ها کشته شد. پسرانش جعفرقلی‌خان و حسین‌پاشاخان از افسران زبدهٔ سپاه عباس میرزا بودند. جعفرقلی‌خان در نبرد گنجه کشته شد. برادرش حسین خان که با درجهٔ یاوری وارد نظام شده بود، تمام مراحل نظامی را تا آجودان‌باشی کل ارتش ایران طی کرد. پسر او اسکندرخان مقدم در جنگ با ترکمن‌ها در صحرای کوکلان به قتل رسید و در استرآباد دفن شد. پسر او فتح‌الله‌خان مقدم که القاب «ظفرالدوله» و «سردار مؤید» داشت و فرمانده فوج سوم مراغه بود. پسر دیگر اسکندرخان صمدخان شجاع‌الدوله بود که مدتی حاکم مراغه و چندی حاکم آذربایجان بود. او از مخالفان مشروطه بود و فرزندی نداشت. از پسران ظفرالدوله، اسکندرخان سردار ناصر در دوران رضاشاه نمایندهٔ مراغه در مجلس شورای ملی بود و پسر دیگرش رحمت‌الله مقدم مراغه‌ای از اعضای جبهه ملی ایران و در زمان دولت بازرگان استاندار آذربایجان شرقی بود.

## خاندان اعتماد مقدم
به نوشتهٔ خان ملک ساسانی، یکی از عموزادگان احمدخان مقدم، به نام حسین‌خان در اوایل دوران قاجار به تهران آمد و شاخهٔ خانواده مقدم را در تهران پدیدآورد. اعضای این خانواده، برخلاف خانواده احمدخان که عموماً نظامی بودند، در نظام دیوان‌سالاری دورهٔ قاجار جایگاهی به دست آوردند. از نسل حسین‌خان، علی‌خان حاجب‌الدوله از دولتمردان اوایل سلطنت ناصرالدین‌شاه بود و معروف است که او فرمان قتل امیرکبیر را در حمام فین اجرا کرد. پسر بزرگ حاجب‌الدوله عبدالعلی ادیب‌الملک است که مدتی حاکم قم بود. او پدر محمدباقر خان اعتمادالسلطنه و تقی‌خان احتساب‌الملک است. عبدالعلی اعتمادمقدم، پسر محمدباقر خان، مدتی فرماندار دزفول و سپس رئیس شهربانی تهران بود. احتساب‌الملک پدر حسن مقدم (نویسنده و دیپلمات ایرانی) و محسن مقدم (استاد دانشگاه تهران در رشتهٔ معماری و نقاشی) بود.
معروف‌ترین پسر حاجب‌الدوله محمدحسن‌خان اعتمادالسلطنه است که وزیر انطباعات ناصرالدین‌شاه و از مترجمان و مؤلفین پرکار و شناخته‌شده دورهٔ قاجار است.

## خاندان مقدم میرشکار
شاخه ای از خان‌های مقدم به همراه بخشی از ایل مقدم مراغه در اواخر دورهٔ زندیه یا اوایل دورهٔ قاجاریه در منطقهٔ چرگر در نزدیکی زنجان ساکن شدند. نسل این شاخه از خان‌های مقدم نیز به آقاخان مقدم می‌رسد. از اعضای معروف این خانواده می‌توان از محمدعلی مقدم (سفیر ایران در انگلستان) و حسن‌خان مقدم میرشکار ناصرالدین‌شاه نام برد. فرد اخیر بانی قلعه حسن‌خان است و موقوفه‌ای بزرگ نیز در آن محدوده از خود به جای گذاشته است. مصطفی‌قلی‌خان (پسر حسن خان میرشکار و مؤسس بانک تجارت ایران) و پسرانِ مصطفی قلی‌خان نصرالله‌خان، مصطفی خان و هوشنگ خان مقدم (ملقب به میرشکار) بودند و نیز قاسم‌خان از دیگر خان‌های مقدم میرشکار بودند.

## خاندان مقدم سلیمی
شاخه‌ای از خان‌های مقدمِ زنجان، خاندان مقدم سلیمی است. جد بزرگ این خانواده سلیم‌خان بوده است، پسر او فتحعلی‌خان نام داشته و نواده‌اش علی‌خان مقدم سلیمی (معروف به فتح‌الممالک) بوده است. حاجی خان که در حدود سال ۱۳۱۸ خورشیدی فوت کرده است، اولین نسل این خانواده است که به نام خانوادگی رسمی «مقدم سلیمی» نامیده شده است. از وی یک سفرنامهٔ حجاز به جای مانده است.